# Vidar Lindqvist
Vidar Erik Lindqvist, född 25 november 1948 i Korpo, är en finländsk fotograf.
Lindqvist var 1973–1976 anställd som pressfotograf vid Pressfoto och 1976–1991 vid Västra Nyland. Åren 1991–1996 var han nyländsk länskonstnär. Han räknas till Finlands mest uppmärksammade tidningsfotografer och har uppmärksammats för hur han lyfter fram nyhetsbildens konstnärliga kvaliteter. Han har dessutom utgivit en rad bildverk, bland annat Black and White (1986), Impression (1991) och flera böcker där miljöer i hemstaden Ekenäs skildras.